# Mikrofonkåt
Mikrofonkåt – singel szwedzkiej wokalistki September. Piosenka jest coverem piosenki szwedzkiego rapera Pettera (Petter Alexis Askergren) o tym samym tytule. Piosenkarka wykonała utwór w trzecim odcinku szwedzkiego programu Så mycket bättre, który został wyemitowany 6 listopada 2010 roku. Po emisji występ wokalistki zyskał ogromną popularność w internecie – cztery dni później artystka poinformowała, że wideo z jej występem zamieszczone w serwisie YouTube zostało wyświetlone ponad pół miliona razy, oraz że utwór zostanie oficjalnie wydany. 16 listopada piosenka została udostępniona w serwisie muzycznym Spotify, a następnego dnia w iTunes na terenie całej Skandynawii. 26 listopada piosenka zadebiutowała na oficjalnej liście Sverigetopplistan na pierwszej pozycji. Jest to pierwsza piosenka artystki, która dotarła na szczyt szwedzkiej listy najlepiej sprzedających się singli.

## Historia wydania
| Kraj    | Data              | Format           |
| ------- | ----------------- | ---------------- |
| Szwecja | 17 listopada 2010 | Digital download |

## Pozycje na listach
| Lista                     | Najwyższa pozycja | Certyfikat |
| ------------------------- | ----------------- | ---------- |
| Szwecja Sverigetopplistan | 1                 | —          |
| Szwecja Digilistan        | 1                 | —          |